# 스비프다그

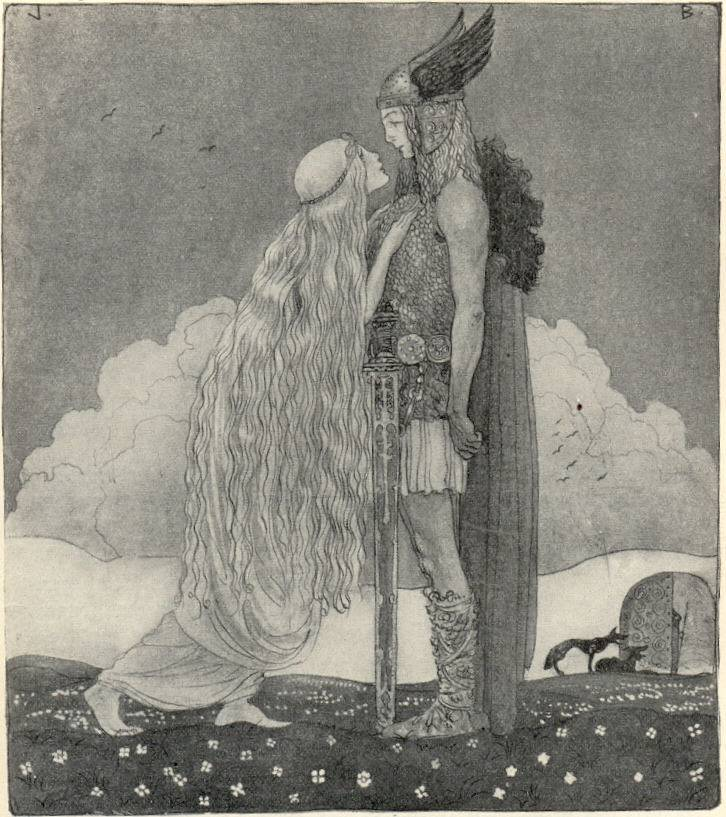
존 바우어가 1911년 빅토르 뤼드베리의 책 삽화용으로 그린 "프레이야와 스비프다그". 뤼드베리는 스비프다그가 프레이야의 남편 오드의 다른 이름이라고 해석했다.

스비프다그(고대 노르드어: Svipdagr)는 고대 노르드어 에다 서사시 두 편(그로아의 주문가, 푤스빈느가 말하기를)에 등장하는 영웅이다. 두 서사시를 하나로 묶어서 〈스비프다그가 말하기를〉이라고 칭하기도 한다.

## 스비프다그가 말하기를
스비프다그의 계모는 스비프다그에게 여신 멩글로드가 그의 "운명지어진 아내"이니 그녀를 만나러 가라고 내몬다. 이 불가능해 보이는 임무를 수행하기 위해 스비프다그는 죽은 생모 그로아를 강령술로 불러낸다. 그로아는 《신 에다》에서도 등장하는 볼바로, 소환된 그로아는 아들에게 아홉 가지 주문을 걸어준다. 그로아가 주문을 걸어주고 나서 첫 번째 서사시는 느닷없이 끝난다.
두 번째 서사시는 스비프다그가 멩글로드의 성에 도착한 장면에서 시작한다. 스비프다그는 성문을 지키는 문지기 푤스비드와 수수께기 대결을 하는데, 이때 빈드칼드(고대 노르드어: Vindkaldr)라는 가명을 사용한다. 빈드칼드는 "차가운 바람"이라는 뜻으로, 자신이 서리 거인인 것처럼 문지기를 속이려고 한 것 같다. 한편 문지기의 이름 "푤스비드"는 〈그림니르가 말하기를〉 제47절에 언급되는 오딘의 다른 이름 중 하나이다. 푤스비드는 게리(Geri)와 기프르(Gifr)라는 늑대개 한 쌍을 거느리고 있다. 스비프다그는 푤스비드와 열여덟 번의 문답을 주고받는데 이 과정에서 성과 성에 사는 사람들, 그 주위 환경 등에 관한 정보가 밝혀진다. 최종적으로 스비프다그는 성문이 스비프다그 한 사람에게만 열린다는 것을 알게 되고, 그가 자신의 정체를 밝히자 성문이 열리면서 멩글로드가 밖으로 나와 그가 "돌아온" 것을 환영한다.

## 다른 스비프다그들
〈스비프다그가 말하기를〉 외에도 《신 에다》 서문, 《헤임스크링글라》, 《데인인의 사적》 등 여러 문헌에서 스비프다그라는 이름을 가진 인물들이 나오는데, 이들은 동일인물일 수도 있고 아닐 수도 있다. 6세기 덴마크의 반전설적인 왕 흐롤프 크라키의 부하들 중에도 스비프다그라는 이름의 남자가 있다.
또 《앵글로색슨 연대기》에 나오는 데이라 왕국 왕 엘라의 조상들 중에 스웨브데그(Swæbdæg)라는 사람이 있다.

## 신화 해석
19세기에 야코프 그림이 스비프다그 이야기의 히로인 멩글로드를 여신 프레이야와 동일시한 이래 그 해석이 정설로 받아들여지고 있다. 스웨덴의 빅토르 뤼드베리는 스비프다그를 프레이야의 집나간 남편 오드와 동일인물이라고 해석했다.

## 참고 자료
- Bellows, Henry Adams (1923). 《The Poetic Edda: Translated from the Icelandic with an Introduction and Notes》. American Scandinavian Foundation.
- Orchard, Andy (1997). Dictionary of Norse Myth and Legend. Cassell. ISBN 0-304-34520-2

| 전임 그람 | 제6대 데인인의 왕 | 후임 하딩구스 |